# Politique anti-protestante de Louis XIV
 (avril 2011).
Si vous disposez d'ouvrages ou d'articles de référence ou si vous connaissez des sites web de qualité traitant du thème abordé ici, merci de compléter l'article en donnant les références utiles à sa vérifiabilité et en les liant à la section « Notes et références ».
Pendant son règne personnel (1661-1715), Louis XIV mena une politique anti-protestante méthodique et incessante[réf. souhaitée].

## Le contexte
Louis XIII et  Richelieu, en 1629, par la Paix d'Alès, avaient annulé certaines dispositions de l'Édit de Nantes de 1598: les protestants perdaient leurs places de sureté mais le culte n'était pas mis en cause. Il n'en est pas de même avec Louis XIV. Lors de son sacre le roi fait serment d'extirper l'hérésie de son royaume. N'est-il pas le roi Très Chrétien, souverain de la fille ainée de l'Église ? 
De plus le mode de fonctionnement de l'Église réformée – le refus de la hiérarchie ecclésiastique, la gestion collective – ne sont-ils pas le contre-modèle de la monarchie absolue ? Les protestants français, inquiets de la politique pro-catholique et pro-espagnole des premiers gouvernements de Louis XIII se sont rebellés contre le roi. Dans la lutte qui oppose Louis XIV, à Guillaume d'Orange champion des protestants en Europe, le roi de France n'est pas sûr de la fidélité de ses sujets huguenots. Toutes ces raisons poussent le roi à « purger » le royaume de ces potentiels fauteurs de troubles. 
Le roi de France peut s'appuyer sur l'opinion de la majorité de ses sujets qui sont catholiques. Une grande partie des Français ne comprennent pas le comportement religieux de leurs compatriotes protestants. Le rejet de l'intercession des saints, le refus des images, le refus de la vénération des reliques, la non participation aux pèlerinages, l'absence aux messes dominicales, moments privilégiés de la vie collective, choquent la piété populaire. 
Dans les régions où il y a cohabitation entre catholiques et protestants s'y ajoutent souvent des raisons sociales. Dans le Midi, en particulier dans le Languedoc, les employeurs du textile ou dans le travail du cuir sont souvent des protestants alors que les ouvriers sont le plus souvent catholiques. Cet antagonisme social n'arrange pas les choses. La politique du roi contre les réformés laissera donc une grande partie de la population indifférente voire favorable.
Au niveau de la politique coloniale, sa décision la plus importante est de restreindre l'accès à la Nouvelle-France aux sujets catholiques de Sa Majesté.

## Les acteurs
- Louis XIV
- Hardouin de Beaumont de Péréfixe, archevêque de Paris de 1664 à 1671
- Harlay de Champvallon, archevêque de Paris de 1671 à 1695
- le père La Chaise, confesseur de Louis XIV de 1675 à 1709
- Michel Le Tellier, chancelier de France
- Madame de Maintenon, deuxième femme de Louis XIV

## Les mesures anti-protestantes
- 1663 : 
  - les obsèques des protestants ne peuvent avoir lieu qu'au lever du jour ou à la nuit tombante, les participants ne peuvent pas être plus de 30.
  - les différentes églises réformées ne peuvent pas communiquer par lettres.
- 1665 : seuls les catholiques peuvent instruire des dossiers en justice.
- 1675 : création des caisses de conversions (caisse Pélisson).
- juillet 1676 : suppression des chambres mi-parties des parlements de Toulouse et Grenoble.
- juin 1680 : 
  - interdiction de se convertir du catholicisme vers le protestantisme
  - les protestants ont interdiction d'exercer le métier de sage-femme.
- novembre 1680 : les magistrats doivent tenter de convertir les protestantes malades.
- mars 1681 : les dragonnades sont autorisées en Poitou.
- avril 1681 : les anciens protestants nouvellement convertis au catholicisme sont exemptés du logement des gens de guerre pendant deux ans.
- juin 1681 : les enfants de protestants peuvent se convertir au catholicisme dès l'âge de sept ans (âge de raison).
- janvier 1682 : les enfants illégitimes des protestants seront élevés dans le catholicisme.
- mai 1682 : 
  - le roi fait détruire le temple protestant de La Mothe-Saint-Héray.
  - les marins et artisans protestants sont interdits d'émigration.
- juin 1682 : les protestants ne peuvent plus exercer les métiers de notaire, procureur huissier, assesseur ou auxiliaire de justice.
- juillet 1682 : les protestants qui émigrent ont leurs biens confisqués.
- août 1682 : les protestants ne peuvent plus s'assembler hors des temples.
- mai 1683 : 
  - les pasteurs qui pratiquent les conversions sont punis de l'amende honorable et du bannissement.
  - une place doit être réservée aux catholiques dans les temples protestants.
- juin 1683 : les enfants des nouveaux convertis doivent être instruits dans le catholicisme.
- juin 1684 : interdiction du culte privé pour les protestants.
- août 1684 : 
  - les pasteurs protestants ne peuvent rester plus de trois ans dans le même lieu.
  - les consistoires protestants doivent se tenir en présence d'un juge royal.
- décembre 1684 : le culte protestant est interdit lorsqu'il y a moins de dix familles.
- 1684 : les biens des consistoires protestants sont attribués aux hôpitaux catholiques.
- janvier 1685 : les juges protestants de Metz perdent leur fonction.
- juin 1685 :
  - les Français ne peuvent plus se marier à l'étranger.
  - destruction des temples protestants où des mariages mixtes auraient été célébrés.
- juillet 1685 :
  - les protestants ne peuvent plus avoir de domestiques catholiques.
  - les protestants ne peuvent plus devenir clerc de juge ou d'avocat, ni avocat.
  - les protestants qui voyagent ne peuvent plus assister au culte dans la ville où ils séjournent.
- août 1685 :
  - interdiction du prêche et de la publication de livres protestants.
  - les protestants ne peuvent plus exercer les professions de médecin
  - les pasteurs ne peuvent pas résider à moins de six lieues des lieux de cultes interdits
  - les enfants protestants ne peuvent avoir que des tuteurs catholiques
  - ceux qui dénonceront des protestants reçoivent la moitié des biens des émigrants protestants.
- octobre 1685 : signature par Louis XIV de l'Édit de Fontainebleau qui révoque l'Édit de Nantes de 1598.